# أبنر آبرو
أبنر آبرو هو لاعب كرة قاعدة دومينيكاني، ولد في 24 أكتوبر 1989 في سان بيدرو دي ماكوريس في جمهورية الدومينيكان.

## وصلات خارجية
- أبنر آبرو على موقع الدوري الياباني لكرة القاعدة (الإنجليزية)
- أبنر آبرو على موقعبيزبول رفرنس.كوم (الدوري الثانوي) (الإنجليزية)
- أبنر آبرو على موقع مشجعي الرسوم البيانية (الإنجليزية)